# Vòng loại Giải vô địch bóng đá nữ U-19 châu Á 2006
Vòng loại Giải vô địch bóng đá nữ U-19 châu Á 2006 diễn ra vào tháng 3 năm 2006 nhằm chọn ra các đội tuyển tham dự vòng chung kết.

## Vòng bảng

### Khu vực phía bắc
Các trận đấu diễn ra tại Đài Loan.
| Đội               | Tr | T | H | B | BT | BB | HS  | Đ |
| ----------------- | -- | - | - | - | -- | -- | --- | - |
| Nhật Bản          | 2  | 2 | 0 | 0 | 18 | 1  | +17 | 6 |
| Đài Bắc Trung Hoa | 2  | 1 | 0 | 1 | 4  | 4  | 0   | 3 |
| Hồng Kông         | 2  | 0 | 0 | 2 | 0  | 17 | −17 | 0 |

| Nhật Bản | 4 – 1 | Đài Bắc Trung Hoa |
| -------- | ----- | ----------------- |
|          |       |                   |

| Nhật Bản | 14 – 0 | Hồng Kông |
| -------- | ------ | --------- |
|          |        |           |

| Đài Bắc Trung Hoa | 3 – 0 | Hồng Kông |
| ----------------- | ----- | --------- |
|                   |       |           |

### Khu vực phía đông
Các trận đấu diễn ra tại Thái Lan.
| Đội      | Tr | T | H | B | BT | BB | HS  | Đ |
| -------- | -- | - | - | - | -- | -- | --- | - |
| Úc       | 2  | 2 | 0 | 0 | 12 | 2  | +10 | 6 |
| Thái Lan | 2  | 1 | 0 | 1 | 4  | 6  | −2  | 3 |
| Myanmar  | 2  | 0 | 0 | 2 | 0  | 8  | −8  | 0 |

| Thái Lan | 2 – 6 | Úc |
| -------- | ----- | -- |
|          |       |    |

| Úc | 6 – 0 | Myanmar |
| -- | ----- | ------- |
|    |       |         |

| Thái Lan | 2 – 0 | Myanmar |
| -------- | ----- | ------- |
|          |       |         |

### Khu vực phía nam
Diễn ra tại Ấn Độ.
| Đội        | Tr | T | H | B | BT | BB | HS  | Đ |
| ---------- | -- | - | - | - | -- | -- | --- | - |
| Ấn Độ      | 2  | 2 | 0 | 0 | 16 | 0  | +16 | 6 |
| Kyrgyzstan | 2  | 1 | 0 | 1 | 6  | 7  | −1  | 3 |
| Bangladesh | 2  | 0 | 0 | 2 | 0  | 15 | −15 | 0 |

| Ấn Độ | 7 – 0 | Kyrgyzstan |
| ----- | ----- | ---------- |
|       |       |            |

| Bangladesh | 0 – 6 | Kyrgyzstan |
| ---------- | ----- | ---------- |
|            |       |            |

| Ấn Độ | 9 – 0 | Bangladesh |
| ----- | ----- | ---------- |
|       |       |            |

### Khu vực phía tây
Diễn ra tại Jordan.
| Đội        | Tr | T | H | B | BT | BB | HS | Đ |
| ---------- | -- | - | - | - | -- | -- | -- | - |
| Jordan     | 2  | 1 | 1 | 0 | 4  | 2  | +2 | 4 |
| Uzbekistan | 2  | 1 | 1 | 0 | 4  | 2  | +2 | 4 |
| Singapore  | 2  | 0 | 0 | 2 | 0  | 4  | −4 | 0 |

Jordan thắng nhờ tung đồng xu.
| Jordan | 2 – 2 | Uzbekistan |
| ------ | ----- | ---------- |
|        |       |            |

| Uzbekistan | 2 – 0 | Singapore |
| ---------- | ----- | --------- |
|            |       |           |

| Jordan | 2 – 0 | Singapore |
| ------ | ----- | --------- |
|        |       |           |